# Bitwa morska pod Trapezuntem
Bitwa morska pod Trapezuntem (ob. Trabzon) – starcie zbrojne, które miało miejsce w 1621 r. w trakcie walk kozacko-tureckich.
W roku 1621 na Morze Czarne wypłynęła flota kozacka licząca 5000 Mołojców. Kozacy atakowali tureckie konwoje dostarczające broń i żywność do portów w Dobrudży, a także plądrowali nadbrzeża tureckie. Dużym sukcesem było zatopienie 9 tureckich galer z bronią oraz zniszczenie wieży w porcie Galata w Stambule. Po rozproszeniu sił tureckich w okolicy Trapezuntu, Kozacy splądrowali rejony tego miasta, po czym rozpoczęli odwrót. W trakcie odwrotu czajki kozackie, na których znajdowało się 1700 Kozaków ukraińskich i dońskich natknęły się na turecką flotę liczącą 27 okrętów. Doszło do zaciętej bitwy, w wyniku której flota kozacka doznała klęski. Tylko nielicznym jednostkom udało się powrócić.